# 村澤高包
村澤 高包（むらさわ たかかね、1749年（寛延2年） - 1837年（天保8年）11月8日）は、江戸時代後期の慈善家・和算家。通称は文右衛門（久右衛門とも）。

## 生涯
信濃国更級郡今里村の和算家、篤志家・村澤布高の長男として生まれる。村澤家は豪農で、江戸時代初期には今里に在ったという。幼い頃から祖先と父・布高を手本として質素倹約に励み、貯蓄を始めた。それは凶作に苦しむ農民を救う為であった。また、貧しさに苦しむ人々を助ける為に医学を修め、医薬を貯蔵し、報酬を求めず治療に当たり、布高から数学を学んで門人となり、小県郡別所観音への算額奉納などもしている。
1783年（天明3年）、天明の大飢饉で村人が租税困難となった際、蔵の米で村の公租を代納しつつ、困窮に喘ぐ人々に蓄えてあった銭を与える救貧活動を行った。1789年（寛政元年）に祖父が亡くなると、凶作に備えるべく、金百両、米百石をお上に寄付して祖父の遺志を果たした。高井郡小沼村では、1804年（文化元年）より洪水被害に苦しんでおり、それを救う為、紐に通した銭三万貫を出し、そして1808年（文化5年）には、凶作で宿駅の負担に喘ぐ水内郡牟礼村に金500両を出した。
1808年（文化5年）、長年に渡る慈善活動の数々と、藩政への貢献によって苗字帯刀を許され、郡名である更級を名乗る事を許された。
1810年（文化7年）に隠居。晩年は快徹（徹翁とも）と号し、医術と薬剤によって人々を救い続けつつ、近隣郷の子弟達の算術の先生となった。
1837年（天保8年）没。